# The Ice Warriors
The Ice Warriors (Los guerreros de hielo) es el tercer serial de la quinta temporada de la serie británica de ciencia ficción Doctor Who, emitida originalmente en seis episodios semanales del 11 de noviembre al 16 de diciembre de 1967. En este serial debutaron los guerreros de hielo.

## Argumento
En un futuro lejano en la base Brittanicus, el técinco de control senior Jan Garrett y su equipo se esfuerzan en controlar un ionizador que están usando para detener el proceso de glaciación sobre Gran Bretaña. El líder Clent está convencido de que lograrán evitar una nueva Edad de Hielo, pero el grupo sabe que sólo les quedan unas horas antes de verse obligados a abandonar la base. La tensión se incrementa cuando se menciona a Penly, un científico disidente que desertó del equipo. El científico senior restante, Arden, está fuera en los glaciales buscando restos arqueológicos, cuando descubre a un hombre armado dentro de un bloque de hielo. Arden y sus colegas ignoran las peticiones de volver a la base y ayudan a Clent a controlar el ionizador, pero esta vez para sacar al hombre del glacial. El tecnófobo Storr y Penley, que viven en la tundra lejos de la tecnología, observan sus acciones. Cuando uno de los miembros del equipo de Arden muere en una avalancha, los otros dos vuelven a la base con el hombre de hielo. Storr también se ha hecho daño en la avalancha y se ha roto el brazo.
La TARDIS se materializa fuera de la base. El Segundo Doctor, Jamie y Victoria entran, y dentro el Doctor ofrece su ayuda con el ionizador. Su intervención salva el ionizador y con su análisis científico de la edad de hielo actual descubre que se ha producido por una fuerte caída del dióxido de carbono en la atmósfera tras la exterminación de la vida vegetal. Aunque al principio duda, Clent se convence de su inutilidad.
Arden y Walters alcanzan la base con su premio, y Arden configura un dispositivo para derretir el hielo alrededor del hombre. El Doctor examina al hombre congelado, ya que el casco de la criatura incluye partes electrónicas, deduciendo que el "guerrero de hielo", que lleva en su tumba desde la anterior edad de hielo, es una criatura alienígena. Minutos más tarde, el equipo se distrae con una llamada de emergencia: nadie se había dado cuenta de que el hielo se había derretido por completo, y la criatura estaba mostrando signos de vida. Tras comenzar a moverse, deja inconsciente a Jamie y se lleva a Victoria como rehén.
El plan del ionizador queda interrumpido con las noticias del Doctor sobre el guerrero. Concluye que si la criatura es realmente alienígena, entonces podría haber una nave espacial bajo el glaciar que podría estar alimentada con sistemas atómicos y utilizar el ionizador en esa área podría provocar una explosión masiva que destruiría toda la base. La tripulación está hablando de esto cuando irrumpe Jamie informando de que la criatura ha revivido y se ha llevado a Victoria. Se lanza la alerta por toda la base, por solo Arden y Jamie pueden embarcarse en la misión de búsqueda.
La criatura se identifica a Victoria como Varga, un guerrero de hielo del planeta Marte, que lleva congelado milenios. Insiste a Victoria en que le ayude a encontrar su nave y su tripulación. Con las nuevas tropas decidirá si volver a casa o quedarse y conquistar la Tierra. Varga se lleva paquetes de energía del centro médico para revivir a su tripulación.
Mientras tanto, Penly ha ayudado a Storr a volver a su escondrijo, donde comprueba que sus heridas son tan malas que Penley necesitará volver a la base para robar algunos suministros médicos. Ve a Varga y Victoria en el centro médico y les sigue mientras abandonan la base. Se encuentran con Clent antes de irse, y Varga le deja inconsciente y malherido. Penley intenta revivirle y al hacerlo le encuentra el Doctor, que supone que es el científico errante. Penley, una vez se asegura de que el Doctor cuida de Clent, abandona la base, a pesar de las protestas del Doctor de que le necesitan para ayudar con el ionizador. Cuando Jamie y Arden vuelven de su búsqueda, el Doctor les convence de que con la posibilidad de que haya más de una criatura enterrada en el glacial, deben ganar tiempo. Postponen la siguiente fase de la búsqueda hasta la mañana.
Mientras tanto, en el glaciar, Varga encuentra a sus camaradas helados y se prepara para revivirlos, proceso que le llevará toda la noche. Su teniente, Zondal recibe la tarea de crear estructuras defensivas en su caverna de hielo mientras los otros guerreros de hielo se centran en buscar la nave perdida y excavarla del hielo. Penley, que está de vuelta a la nieve tras usar la medicina en Storr, observa a Varga. Cuando vuelve con Storr se sorprende al encontrar una visitante, la Srta. Garret, que le implora que vuelva a la base en este tiempo crítico. Cuando todo lo que intenta falla, intenta llevárselo a punta de pistola, pero Storr interviene. La Srta. Garret se marcha, con el consejo de Penly de que "compruebe el Factor Omega". El Doctor prueba los nuevos datos en el modo de simulación y comprueba que el ionizador funciona más efectivamente.
De vuelta a la base, Jamie y Arden son enviados al glaciar, y en vez de a Victoria encuentran la nave alienígena. Descubren la excavación de los guerreros de hielo en la cueva y cuentan esto al volver a la base. Minutos más tarde, caen en una emboscada de los hombres del hielo, que les disparan, abandonándoles después creyéndoles muertos. Penley investiga y descubre que Arden ha muerto de verdad, pero Jamie aún está vivo, y decide llevárselo a su casa. Storr decide hablar con los guerreros de hielo, convencido de que podrían ser aliados. Penley va tras él avisándole de su crueldad.
Tras no lograr contactar con Arden, el personal de la base asume que algo malo ha pasado. Momentos más tarde, el enlace de video se enciende, controlado por Victoria, que les dice del peligro de los guerreros de hielo. Clent la pregunta sobre el sistema de propulsión de su nave. Zondal, preocupado de que Victoria revele su localización, dirige las armas de la nave hacia ella. Varga le detiene, para escuchar su conversación y descubrir la preocupación principal de la base, y usarla como arma contra ellos. Un guerrero de hielo es enviado para que capture otra vez a Victoria para usarla como cebo. El Doctor decide ir a la base y rescatar a Victoria. Antes de irse, se lleva una ampolla de sulfato de amonio, que deduce será nociva para unos alienígenas de un planeta como Marte, con una atmósfera basada en el nitrógeno. Mientras tanto, Victoria ha huido a las profundidades de las cavernas heladas. Cuando el guerrero de hielo, Turoc, la encuentra es aplastado por una avalancha. Victoria sobrevive, pero está atrapada por la garra muerta del guerrero de hielo.
Examinando los motores de la nave marciana, descubren que funcionan pero casi no tienen combustible. Cuando se presenta Storr, que ha rescatado a Victoria de las cavernas, ignoran su oferta de ayuda, especialmente cuando él les dice que los científicos necesitarían su ayuda técnica. Matan a Storr per permiten a Victoria vivir.
Mientras tanto, Penley ha encontrado al Doctor y le ha llevado hasta Jamie. Determina que su parálisis es temporal y se dirige a la nave marciana. Una vez allí se ofrece como enviado, dejando su comunicador encendido para que Clent pueda oírles, y le permiten entrar en el compartimento estanco. Varga, sospechando de lo que dice el Doctor, reduce la presión del compartimento a cero hasta que este explique sus motivaciones. A unos segundos de la muerte, el Doctor accede a las demandas de Varga. Con el glaciar amenazando con aplastar la nave, el Doctor tiene éxito en que liberen a Victoria. Tiene menos éxito en convencer a Varga de que el ionizador no es más que un arma que podría ser usada contra los marcianos. Lo último que el Doctor puede decir antes de que Varga le quite el comunicador es que Clent necesita usar el ionizador en cierto punto, sin importar las consecuencias. El Doctor es enviado al núcleo de la nave, donde ve un sistema de propulsión de iones. Varga decide atacar la base antes de que utilicen el ionizador, y ordena a sus guerreros preparar un cañón sónico. 
Penley ha llevado a Jamie a la base en un deslizador a motor. Clent le da una gélida bienvenida y acaban discutiendo. Clent dice que ha decidido seguir el consejo del Doctor y usar el ionizador, aunque el ordenador parezca no estar convencido de los méritos de una propuesta así. La nueva fórmula del Doctor y Penley para ionizar se ha probado en otras bases con gran éxito y está lista para usarse en Brittanicus en unas horas.
Zondal ha recibido la tarea de armar el cañón sónico. Con Varga y sus otros guerreros, Isbur y Rintan, concentrados en este ataque, el Doctor aprovechan la oportunidad para lanzar la solución química en la cara de Zondal. El guerrero se desploma, pero su mano activa el cañón sónico mientras cae. El disparo sónico de Zondal sólo reverbera en la base, causando daños menores. Varga usa el comunicador para llamar a Clent, amenazando con disparar otra vez a menos que los humanos se rindan. Clent sabe que la cúpula de la base no podrá sobrevivir otro disparo sónico y propone un encuentro de paz entre ambos bandos. Los guerreros de hielo se encuentran con los humanos en la sala de ionización. Las conversaciones fracasan cuando un técnico desquiciado, Walters, intenta disparar a los marcianos. Varga desmantela el reactor del ionizador para hacerse con los isótopos de mercurio que necesita para su nave, sin importarle como esto afectará a los humanos y la cúpula. Sin el ionizador, los glaciares comienzan a avanzar.
El Doctor y Victoria ajustan el cañón sónico marciano para que dañe a los guerreros de hielo y no a los humanos. De manera similar, Penley, que no estaba en la sala del ionizador, altera los controles de temperatura y atmósfera para que sean incómodas para los marcianos. El Doctor dispara el cañón sónico, obligando a Varga y sus hombres a retirarse de la base, fundiendo el cañón antes de que Victoria y él abandonen la nave. El Doctor revive al equipo de la base, que quedaron inconscientes por el disparo sónico, y trabaja con Penley para recalibrar el ionizador. El ordenador calcula un 50% de probabilidades de que el ionizador explote al dirigirlo a una nave espacial con un motor de iones. Penley le dice a Clent que ignore el consejo del ordenador. Cuando este se sobrecarga, Penley toma el mando y activa el ionizador.
La nave marciana comienza a despegar, pero no llega muy lejos antes de ser destruida por el ionizador. La nave explota sin iniciar una reacción en cadena, lo que resuelve a la vez el problema de los guerreros de hielo y el glacial. Con su trabajo hecho, la tripulación de la TARDIS se marcha mientras de la nieve derritiéndose comienzan a emerger brotes verdes.

### Continuidad
Esta fue la primera aparición de los guerreros de hielo, que volverían a aparecer en tres historias más de la serie clásica: The Seeds of Death (1969), The Curse of Peladon (1972) y The Monster of Peladon (1974). También les mencionarían en Las aguas de Marte (2009) y debutarían en la serie moderna en La Guerra Fría (2013).

## Producción
| Episodio          | Fecha de emisión        | Duración | Espectadores en millones | Estado en el archivo              |
| ----------------- | ----------------------- | -------- | ------------------------ | --------------------------------- |
| Episodio 1        | 11 de noviembre de 1967 | 24:21    | 6,7                      | Película de 16mm                  |
| Episodio 2        | 18 de noviembre de 1967 | 24:16    | 7,1                      | Sólo quedan fotogramas y el audio |
| Episodio 3        | 25 de noviembre de 1967 | 23:58    | 7,4                      | Sólo quedan fotogramas y el audio |
| Episodio 4        | 2 de diciembre de 1967  | 24:23    | 7,3                      | Película de 16mm                  |
| Episodio 5        | 9 de diciembre de 1967  | 24:25    | 8,0                      | Película de 16mm                  |
| Episodio 6        | 16 de diciembre de 1967 | 23:58    | 7,5                      | Película de 16mm                  |
| [ 1 ] [ 2 ] [ 3 ] |                         |          |                          |                                   |

- Deborah Watling no pudo estar presente en la grabación completa del episodio final. De esta forma, le piden a Victoria (fuera de pantalla) que vuelva a la TARDIS a mitad del episodio.
- Se conservan en el archivo de la BBC todos los episodios menos el dos y el tres. Los cuatro que existen se encontraron en la propiedad de Villiers House de BBC Enterprises, en agosto de 1988. Los descubrieron cuando la compañía estaba mudándose y abandonando el edificio.